# Stadion (Starachowice)
Stadion – osiedle administracyjne Starachowic. Osiedle leży w północnej części miasta.

## Charakterystyka zabudowy
Najstarsze budynki pochodzą z lat 20. XX wieku. Osiedle było systematycznie rozbudowywane od lat 60. do lat 70. XX wieku. 

## Infrastruktura i usługi
Funkcjonuje tu przedszkole miejskie nr 6, II Liceum Ogólnokształcące, Zespół Szkół Zawodowych oraz Stadion Miejski z 1962 z bieżnią lekkoatletyczną.